# 꼬리있는민꼬리박쥐
꼬리있는민꼬리박쥐(Anoura caudifer)는 주걱박쥐과(신세계잎코박쥐류)에 속하는 박쥐의 일종이다. 남아메리카에서 발견된다.

## 이름
학명이 A. caudifer 또는 A. caudifera로 다양하며, 라틴어 문법과 국제동물명협회(International Commission on Zoological Nomenclature, ICZN)의 명명 규칙에 기초하여 두 이름이 논란이 있다. 에티엔 조프루아 생틸레르가 1818년 처음 기재했을 때 "caudifer"라는 학명을 사용했고, 현재 국제 자연 보전 연맹(IUCN)과 세계의 포유류 종 같은 영향력있는 출처에서 사용하고 있다. 통용명은 일반적으로 "꼬리있는민꼬리박쥐"(tailed tailless bat)라는 이름으로 알려져 있다. 꼬리가 있지만, 민꼬리박쥐속(Anoura)에 속하기 때문에 꼬리있는민꼬리박쥐라는 이름으로 불린다.